# سورة الإخلاص
سُورَةُ الإِخۡلَاصِ هي سورة مكية، من المفصل، آياتها 4، وترتيبها في المصحف 112، في الجزء الثلاثين، بدأت بفعل أمر ﴿قُلۡ هُوَ ٱللَّهُ أَحَدٌ ۝١﴾، ونزلت بعد سورة الناس. لها العديد من الفضائل، فقد ورد العديد من الأحاديث النبوية في فضل سورة الإخلاص، فمن فضلها أن قراءتها تعدل قراءة ثلث القرآن لقول النبي: «أيعجز أحدكم أن يقرأ ثلث القرآن في ليلة؟»، كما أن بها صفة الرحمن، وقراءتها من أذكار النبي الدائمة، فكان يقرؤها إذا أوى إلى فراشه، ويقرؤها في صلاة الوتر، ويقرؤها دبر كل صلاة مكتوبة. وقد أمر النبي بقراءتها مع المعوذتين دبر كل صلاة، كما حث النبي على قراءة سورة الإخلاص والمعوذتين ثلاثًا في الصباح والمساء وأن قراءتهنّ تكفي المرء من كل شيء.
تتحدث السورة عن صفة الله تعالى، وإثبات وحدانية الله تعالى، وأنه الصمد الذي لا يقصد في الحوائج غيره، وعن تنزيهه عن سمات المحدثات فليس كمثله شيء وليس له مثيل ولا كفء، وإبطال أن يكون له ابن، وإبطال أن يكون المولود إلهًا مثل عيسى بن مريم.
وللسورة العديد من الأسماء التي جاءت في الآثار ومما أطلق عليها العلماء، وتسميتُها في المصاحف وكتب التفسير «سُورَةُ الإخلاص». ولا اختلافَ في القراءات العشر بين كلمات السورة، إلا في كلمة «كُفُوًا». وعدد آياتها أربع آيات، وخمس آيات حسب التعداد المكي والشامي، والاختلاف في اعتبار «لَمْ يَلِدْ» آية، «وَلَمْ يُولَدْ» آية، عدها المكي والشامي آية منفردة ولم يعدها الباقون. أما عدد كلماتها فخمس عشرة كلمة. وحروفها المرسومة 47 حرفًا حسب الرسم العثماني.

## نص السورة

سورة الإخلاص من مصحف المدينة النبوية

نص سورة الإخلاص برواية حفص لقراءة عاصم:
ولا اختلافَ في القراءات العشر للسورة، إلا في كلمة «كُفُوًا»، فقرأها حفص عن عاصم بإبدال الهمزة واوًا وصلًا ووقفًا وضم الفاء، وقرأها خلف -أي القارئ العاشر- ويعقوب وحمزة بإسكان الفاء مع الهمز «كُفْؤًا»، وقرأها بقية القراء بضم الفاء مع الهمز «كُفُؤًا». وزعم هارون القَارِئ أنّ سليمان بن علي الهاشمي قَرأ «وَلَمْ يَكُنْ لَهُ كَفَاءً أَحَدٌ» والمعنى واحد.

### تعدادها
عدد آيات سورة الإخلاص أربع آيات، وخمس آيات حسب العدّ المكي والشامي، والاختلاف في اعتبار «لَمْ يَلِدْ» آية، «وَلَمْ يُولَدْ» آية، عدها المكي والشامي آية منفردة ولم يعدها الباقون. أما عدد كلماتها فخمس عشرة كلمة. وحروفها المرسومة 47 حرفًا حسب الرسم العثماني. قال الخطيب الشربيني: «وهي أربع آيات وخمس عشرة كلمة وسبعة وأربعون حرفًا».

## زمن النزول
هي سورة مكية في قول جمهور العلماء، بينما ذهب قتادة والضحاك والسدي وأبو العالية والقرضي إلى أنها مدنية، ونُسب كلا القولين إلى ابن عباس. قال القرطبي: «سورة الإخلاص مَكِّيَّةٌ فِي قَوْلِ ابْنِ مَسْعُودٍ وَالْحَسَنِ وَعَطَاءٍ وَعِكْرِمَةَ وَجَابِرٍ. وَمَدَنِيَّةٌ فِي أَحَدِ قَوْلَيِ ابْنِ عباس وقتادة والضحاك والسدي.». ومنشأ الاختلاف في سبب نزولها هل هو سؤال قريشٍ للنبي عن الله أم سؤال اليهود للنبي. والأصح أنها مكية، وهي السورة الثانية والعشرون في عداد نزول السور نزلت بعد سورة الناس وقبل سورة النجم.

## أسباب النزول

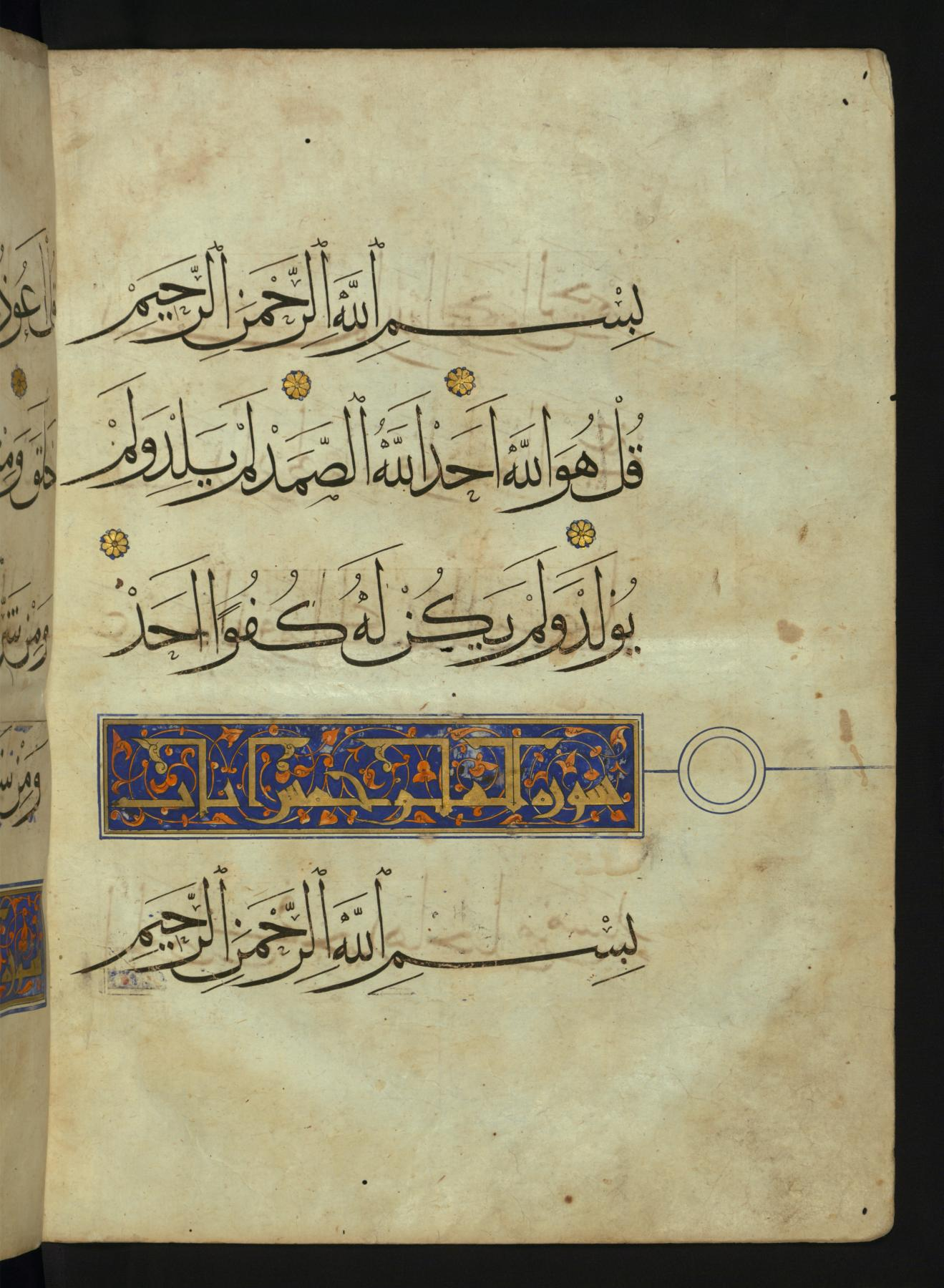
نقش لسورة الإخلاص يعود للعصر التيموري في القرن الخامس عشر الميلادي.

ذُكر أن المشركين من قريش سألوا النبي عن «نسب الله»، فنزلت هذه السورة جوابًا لهم. وقيل: بل نزلت من أجل أن اليهود جاءوا إلى النبي وسألوه، فقالوا له: هذا الله خَلَقَ الخَلْق، فمن خلَق الله؟ فأُنزلت جوابًا لهم. وكلا القولين وردا في الحديث المروي عن النبي، فجاء في سؤال قريش للنبي ما رواه الترمذي عن أبي بن كعب، وروى عبيد العطار عن ابن مسعود، وأبو يعلى عن جابر بن عبد الله: «أن قريشًا قالوا للنبي ﷺ: «انسب لنا ربك» فنزلت قل هو الله أحد إلى آخرها». وروى الضحاك أن المشركين أرسلوا إلى رسول الله عامر بن الطفيل فقال له عنهم: شققت عصانا (فرّقت كلمتنا)، وسببت آلهتنا، وخالفت دين آبائك، فإن كنت فقيرا أغنيناك، وإن كنت مجنونًا داويناك، وإن كنت قد هويت امرأة زوجناكها فقال رسول الله: لست بفقير ولا مجنون، ولا هويت امرأة، أنا رسول الله، أدعوكم من عبادة الأصنام إلى عبادته، فأرسلوه ثانية وقالوا: قل له: بيّن لنا جنس معبودك، أم من ذهب أم من فضة؟ فأنزل الله هذه السورة.
وعن الربيع بن أنس، عن أبي العالية، عن أبي بن كعب: أن المشركين قالوا لرسول الله ﷺ انسب لنا ربك، فأنزل الله تعالى: (قل هو الله أحد الله الصمد) قال: فالصمد الذي (لم يلد ولم يولد)؛ لأنه ليس شيء يولد إلا سيموت، وليس شيء يموت إلا سيورث، وإن الله تعالى لا يموت ولا يورث، (ولم يكن له كفوا أحد) قال: لم يكن له شبيه ولا عدل و(ليس كمثله شيء). قال الطبري: «ذُكر أن المشركين سألوا رسول الله صلى الله عليه وسلم عن نسب ربِّ العزَّة، فأنزل الله تعالى هذه السورة جوابًا لهم. وقال بعضهم: بل نزلت من أجل أن اليهود سألوه، فقالوا له: هذا الله خلَقَ الخلْقَ، فمن خلَق الله؟ فأُنزلت جوابًا لهم».
جاء في سؤال اليهود للنبي ما رواه أبو صالح عن ابن عباس: «أن عامر بن الطفيل وأربد بن ربيعة (أخا لبيد) أتيا النبي صلى الله عليه وسلم فقال عامر: إلام تدعونا؟ قال: إلى الله، قال: صفه لنا أمن ذهب هو، أم من فضة، أم من حديد، أم من خشب؟. قال البغوي: قال الضحاك وقتادة ومقاتل: جاء ناس من أحبار اليهود إلى النبي ﷺ فقالوا: صف لنا ربك يا محمد لعلنا نؤمن بك، فإن الله أنزل نعته في التوراة، فأخبرنا من أي شيء هو؟ وهل يأكل ويشرب؟ فأنزل الله هذه السورة. وقال الواحدي: إن أحبار اليهود (منهم حيي بن أخطب وكعب بن الأشرف) قالوا للنبي ﷺ: صف لنا ربك لعلنا نؤمن بك، فنزلت».والصحيح أنها مكية فإنها جمعت أصل التوحيد وهو الأكثر فيما نزل من القرآن بمكة، ولعل تأويل من قال: إنها نزلت حينما سأل عامر بن الطفيل وأربد، أو حينما سأل أحبار اليهود، أن النبي صلى الله عليه وسلم قرأ عليهم هذه السورة، فظنها الراوي من الأنصار نزلت ساعتئذ أو لم يضبط الرواة عنهم عبارتهم تمام الضبط.
وجمع بعضهم بين الروايتين بتكرر نزولها في مكة والمدينة مثل السيوطي في «الإتقان». بينما أورد فخر الدين الرازي قولًا أنها نزلت بسبب سؤال النصارى، فقد روى عطاء عن ابن عباس، قال: قدم وفد نجران، فقالوا: صف لنا ربك أمن زبرجد أو ياقوت، أو ذهب، أو فضة؟ فقال: إن ربي ليس من شيء لأنه خالق الأشياء فنزلت: (قل هو الله أحد) قالوا: هو واحد، وأنت واحد، فقال: ليس كمثله شيء، قالوا: زدنا من الصفة، فقال: (الله الصمد) فقالوا: وما الصمد؟ فقال: الذي يصمد إليه الخلق في الحوائج، فقالوا: زدنا فنزل: (لم يلد) كما ولدت مريم: (ولم يولد) كما ولد عيسى: (ولم يكن له كفوا أحد) يريد نظيرا من خلقه.

## التسمية

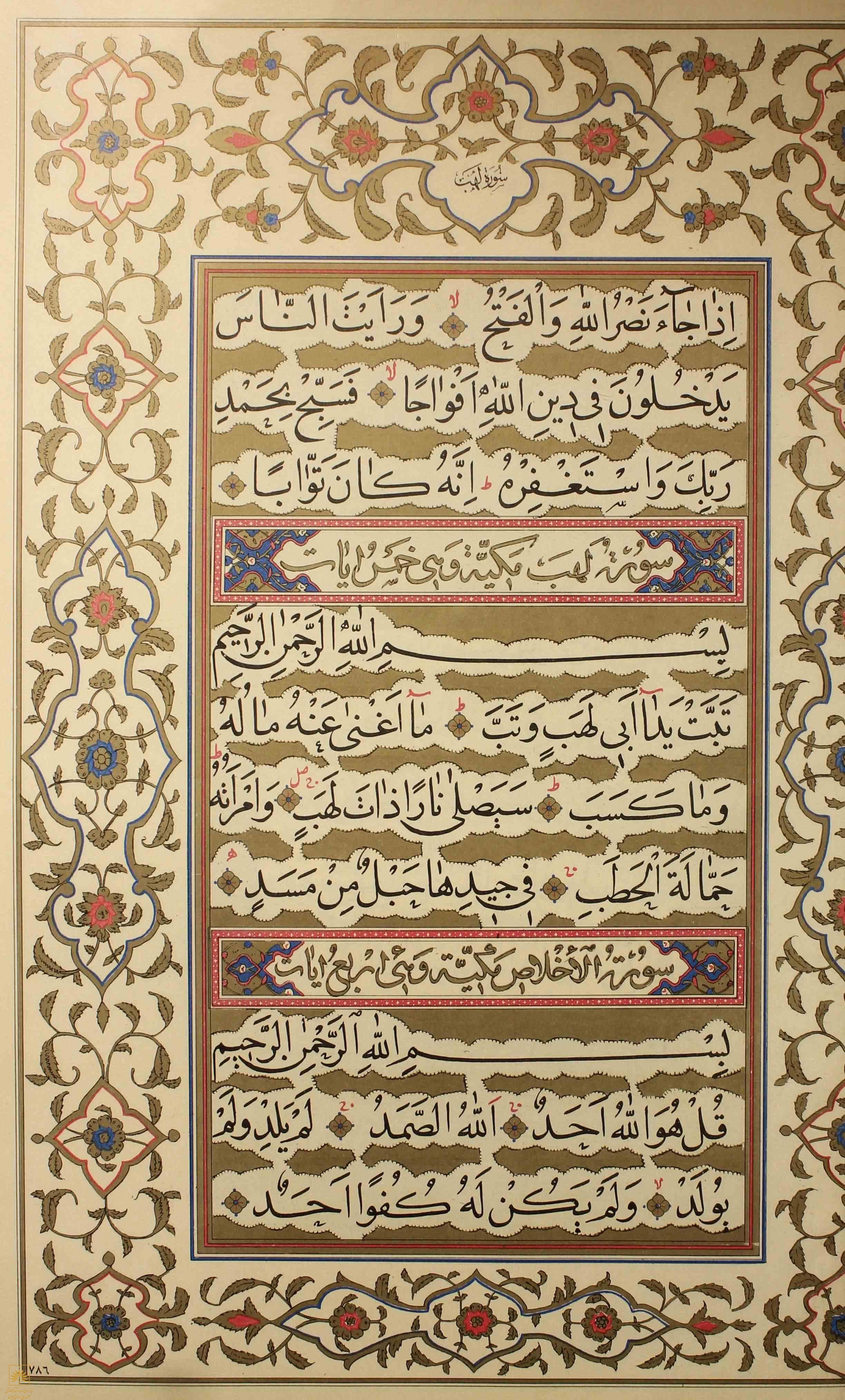
سورتي المسد والإخلاص من مصحف يعود إلى نهاية عصر الدولة الصفوية سنة 1117 هـ.

يُطلق العلماء على سور القرآن أسماء مختلفة، وهذه السورة من بين السور التي حصلت على العديد من الأسماء المختلفة. وأشهر أسمائها "الإخلاص" وهو اسم السورة في المصحف العثماني. ومن الأسماء التي أطلقها العلماء على السورة:
- سورة قل هو الله أحد: المشهور في تسميتها في عهد النبي وفيما جرى من لفظه وفي أكثر ما رُوي عن الصحابة تسميتها «سورة قل هو الله أحد». روى الترمذي عن أبي هريرة، وروى أحمد عن أبي مسعود الأنصاري وعن أم كلثوم بنت عقبة: «أن رسول الله ﷺ قال: «قل هو الله تعدل ثلث القرآن».
- سورة الإخلاص: سميت في أكثر المصاحف وفي معظم التفاسير وفي «جامع الترمذي»: «سورة الإخلاص» واشتهر هذا الاسم لاختصاره وجمعه معاني هذه السورة لأن فيها تعليم الناس إخلاص العبادة لله تعالى، أي سلامة الاعتقاد من الإشراك بالله غيره في الألوهية. قال ابن عثيمين في تفسيره للسورة: «سميت سورة الإخلاص لأنها تضمن الإخلاص لله عز وجل، وأن من آمن بها، فهو مخلص، فتكون بمعنى مخلصة لقارئها، أي أن الإنسان إذا قرأها مؤمنا بها، فقد أخلص لله عز وجل. أو لأنها مخلََصة بفتح اللام، لأن الله تعالى أخلصها لنفسه، فلم يذكر فيها شيئا من الأحكام، ولا شيئا من الأخبار عن غيره، بل هي أخبار خاصة. والوجهان صحيحان، ولا منافاة بينهما»، وقال الفخر الرازي إن من أسماء هذه السورة سورة الإخلاص، قال: «ولأن من اعتقده كان مخلصا في دين الله، ولأن من مات عليه كان خلاصه من النار».[14]
- سورة التوحيد: سميت في بعض المصاحف التونسية بـ«سورة التوحيد» لأنها تشتمل على إثبات أنه تعالى واحد.
- سورة الأساس؛ سماها السيوطي في الإتقان بـ«سورة الأساس» لاشتمالها على توحيد الله،[15] وفي الكشاف: روى أبي وأنس حديثًا مرفوعًا: «أسست السماوات السبع والأرضون السبع على قل هو الله أحد» وهذا الحديث ضعيف.[13]
- سورة المقشقشة؛ يقال: تقشقش المريض مما به أي أبلَّ وبرئ، ذكر الزمخشري في «الكشاف»: أنها وسورة الكافرون تسميان المقشقشتين، أي المبرئتين من الشرك ومن النفاق. قَالَ أَبو عُبَيْدٍ: كَمَا يُقَشْقِشُ الهِنَاءُ الجرَبَ فيُبْرِئُه، وَقِيلَ: هُمَا: «قُلْ يَا أَيُّهَا الْكافِرُونَ، وقُلْ هُوَ اللهُ أَحَدٌ».[16] وقال الطيبي: «فيكون اسم المقشقشة مشتركًا بين أربع سور هذه -أي سورة الإخلاص- وسورة الناس وسورة براءة وسورة الكافرون».[17]

وقد ذكر فخر الدين الرازي في «التفسير الكبير» فصلًا لأسماء هذه السورة فذكر لها عشرين اسمًا ولم يذكر أسانيدها:
1. سُورَةُ التَّفْرِيدِ.
2. سُورَةُ التَّجْرِيدِ.
3. سُورَةُ التَّوْحِيدِ.
4. سُورَةُ الإخْلاصِ
5. سُورَةُ النَّجاةِ؛ لِأنَّها تُنْجِيكَ عَنِ التَّشْبِيهِ والكُفْرِ في الدُّنْيا، وعَنِ النّارِ في الآخِرَةِ.
6. سُورَةُ الوِلايَةِ؛ لِأنَّ مَن قَرَأها صارَ مِن أوْلِياءِ اللَّهِ.
7. سُورَةُ النِّسْبَةِ: لِما رُوِّى أنَّهُ ورَدَ جَوابًا لِسُؤالِ مَن قالَ: انْسُبْ لَنا رَبَّك
8. سُورَةُ المَعْرِفَةِ: لِأنَّ مَعْرِفَةَ اللَّهِ لا تَتِمُّ إلّا بِمَعْرِفَةِ هَذِهِ السُّورَةِ، «رَوى جابِرٌ أنَّ رَجُلًا صَلّى فَقَرَأ: ﴿قُلْ هو اللَّهُ أحَدٌ﴾ فَقالَ النَّبِيُّ: إنَّ هَذا عَبْدٌ عَرَفَ رَبَّهُ».
9. سُورَةُ الجَمالِ: قالَ النبي: ”«إنَّ اللَّهَ جَمِيلٌ يُحِبُّ الجَمالَ» “ فَسَألُوهُ عَنْ ذَلِكَ فَقالَ: أحَدٌ صَمَدٌ لَمْ يَلِدْ ولَمْ يُولَدْ؛ لِأنَّهُ إذا لَمْ يَكُنْ واحِدًا عَدِيمَ النَّظِيرِ جازَ أنْ يَنُوبَ ذَلِكَ المِثْلُ مَنابَهُ.
10. سُورَةُ المُقَشْقِشَةِ، يُقالُ: تَقَشْقَشَ المَرِيضُ مِمّا بِهِ.
11. سورة المُعَوِّذَةُ، «رُوِيَ أنَّ النبي دَخَلَ عَلى عُثْمانَ بْنِ مَظْعُونَ فَعَوَّذَهُ بِها وبِاللَّتَيْنِ بَعْدَها، ثُمَّ قالَ:  تَعَوَّذْ بِهِنَّ فَما تَعَوَّذْتُ بِخَيْرٍ مِنهُنَّ».
12. سُورَةُ الصَّمَدِ؛ لِأنَّها مُخْتَصَّةٌ بِذِكْرِهِ تَعالى.
13. سُورَةُ الأساسِ.
14. سُورَةُ المانِعَةِ «رَوى ابْنُ عَبّاسٍ أنَّهُ تَعالى قالَ لِنَبِيِّهِ حِينَ عُرِجَ بِهِ: أعْطَيْتُكَ سُورَةَ الإخْلاصِ وهي مِن ذَخائِرِ كُنُوزِ عَرْشِي، وهي المانِعَةُ تَمْنَعُ عَذابَ القَبْرِ ولَفَحاتِ النِّيرانِ».
15. سُورَةُ المَحْضَرِ لِأنَّ المَلائِكَةَ تَحْضُرُ لِاسْتِماعِها إذا قُرِئَتْ.
16. سورة المُنَفِّرَةُ لِأنَّ الشَّيْطانَ يَنْفِرُ عِنْدَ قِراءَتِها.
17. سورة البَراءَةُ لِأنَّهُ «رُوِيَ أنَّهُ النبي قال رَأى رَجُلًا يَقْرَأُ هَذِهِ السُّورَةَ، فَقالَ: أمّا هَذا فَقَدَ بَرِئَ مِنَ الشِّرْكِ»، وقالَ النبي: «مَن قَرَأ سُورَةَ ”﴿قُلْ هو اللَّهُ أحَدٌ﴾“ مِائَةَ مَرَّةٍ في صَلاةٍ أوْ في غَيْرِها كُتِبَتْ لَهُ بَراءَةٌ مِنَ النّارِ».
18. سُورَةُ المُذَكِّرَةِ لِأنَّها تُذَكِّرُ العَبْدَ خالِصَ التَّوْحِيدِ.
19. سُورَةُ النُّورِ.
20. سُورَةُ الأمانِ قالَ النبي: ”«إذا قالَ العَبْدُ لا إلَهَ إلّا اللَّهُ دَخَلَ حِصْنِي ومَن دَخَلَ حِصْنِي أمِنَ مِن عَذابِي».

## فضلها

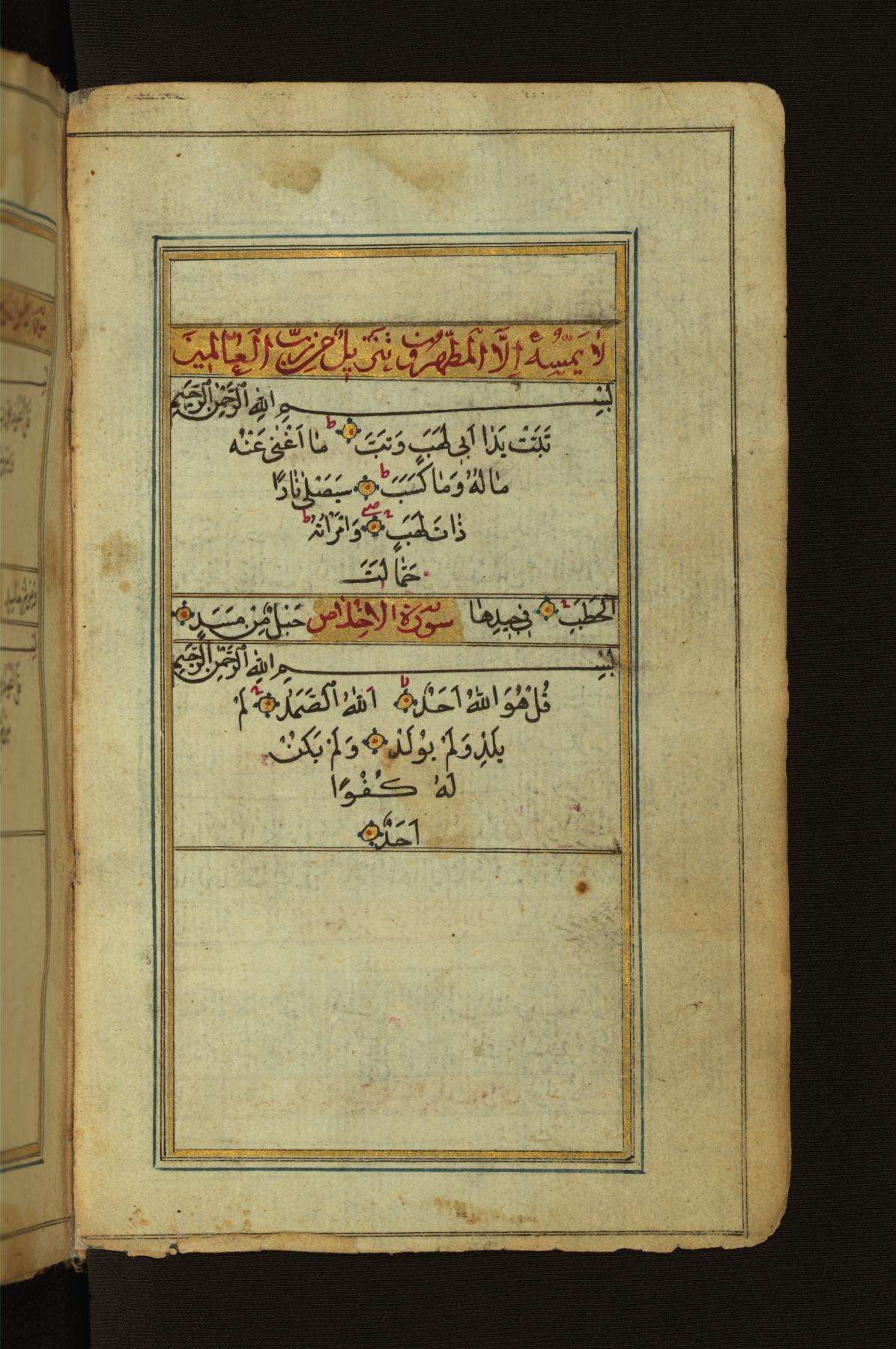
مخطوطة والترز تحتوي على سورتي المسد والإخلاص مزخرفين بخط الرقعة بالحبر الأحمر على أرضية ذهبية.

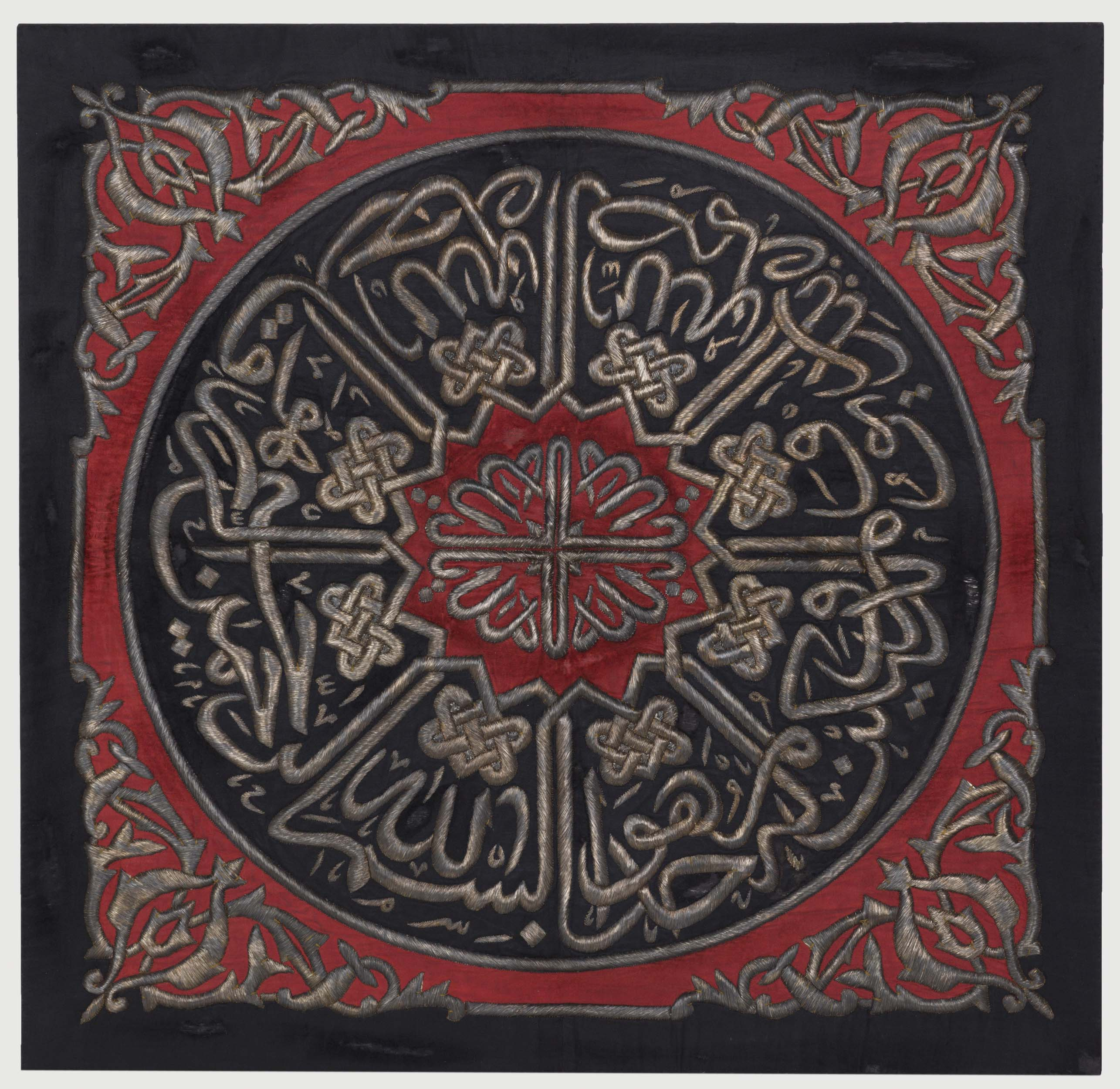
جزء من كسوة الكعبة نُقش عليها سورة الإخلاص في أوائل القرن العشرين.

وردت العديد من الأحاديث النبوية في فضل سورة الإخلاص، واشتهر في الأحاديث أن قراءة هذه السورة تعدل قراءة ثلث القرآن، وأن بها صفة الرحمن، كما كانت قراءة سورة الإخلاص من أذكار النبي الدائمة، فكان يقرأها إذا آوى إلى فراشه، ويقرأها في صلاة الوتر، ويقرأها دبر كل صلاة مكتوبة. وقد أمر النيي بقراءتها مع المعوذتين دبر كل صلاة، كما حث النبي على قراءة سورة الإخلاص والمعوذتين ثلاثًا في الصباح والمساء وأن قراءتهم تكفي المرء من كل شيء. وقد استحب العلماء قراءة الإخلاص والفلق والناس بعد صلاتي الفجر والمغرب ثلاث مرات، فهما صلاتان الصباح والمساء، وأما بعد باقي الصلوات فمرة واحدة دبر كل صلاة. وجاء في فتاوى اللجنة الدائمة: «ورد قراءة سورة الإخلاص والمعوذتين دبر كل صلاة، لما رواه أبو داود في سننه عن عقبة بن عامر قال: «أمرني رسول الله ﷺ أن أقرأ بالمعوذات دبر كل صلاة»، وفي رواية الترمذي: «بالمعوذتين» بدل المعوذات. فينبغي أن يقرأ: «قل هو الله أحد»، و«قل أعوذ برب الفلق»، و«قل أعوذ برب الناس» دبر كل صلاة، وأن تكرر عقب صلاة الفجر والمغرب ثلاث مرات، يقرأها كل إنسان وحده بقدر ما يسمع نفسه.». وقيل بأن تكرارها ثلاث مرات فهو في الصباح والمساء، فأمَّا دُبر صلاتي الفجر والمغرب فواحدة مثل سائرالصلوات.
- فمن الأحاديث التي جاءت بأن قراءتها تعدل ثلث القرآن:[21]
  - عَنْ قَتَادَةَ بْنُ النُّعْمَانِ أَنَّ رَجُلا قَامَ فِي زَمَنِ النَّبِيِّ ﷺ يَقْرَأُ مِنْ السَّحَرِ «قُلْ هُوَ اللَّهُ أَحَدٌ» لا يَزِيدُ عَلَيْهَا فَلَمَّا أَصْبَحْنَا أَتَى الرَّجُلُ النَّبِيَّ ﷺ فَذَكَرَ ذَلِكَ لَهُ وَكَأَنَّ الرَّجُلَ يَتَقَالُّهَا فَقَالَ رَسُولُ اللَّهِ ﷺ: «وَالَّذِي نَفْسِي بِيَدِهِ إِنَّهَا لَتَعْدِلُ ثُلُثَ الْقُرْآنِ».
  - عَنْ أَبِي سَعِيدٍ الْخُدْرِيِّ أَنَّ رَجُلا قَالَ يَا رَسُولَ اللَّهِ إِنَّ لِي جَارًا يَقُومُ اللَّيْلَ لا يَقْرَأُ إِلا قُلْ هُوَ اللَّهُ أَحَدٌ كَأَنَّهُ يُقَلِّلُهَا فَقَالَ النَّبِيُّ ﷺ: «وَالَّذِي نَفْسِي بِيَدِهِ إِنَّهَا لَتَعْدِلُ ثُلُثَ الْقُرْآنِ».
  - عَنْ أَبِي سَعِيدٍ الْخُدْرِيِّ قَالَ: قَالَ النَّبِيُّ ﷺ لأَصْحَابِهِ: «أَيَعْجِزُ أَحَدُكُمْ أَنْ يَقْرَأَ ثُلُثَ الْقُرْآنِ فِي لَيْلَةٍ فَشَقَّ ذَلِكَ عَلَيْهِمْ وَقَالُوا أَيُّنَا يُطِيقُ ذَلِكَ يَا رَسُولَ اللَّهِ فَقَالَ اللَّهُ الْوَاحِدُ الصَّمَدُ ثُلُثُ الْقُرْآنِ».
  - عَنْ أَبِي هُرَيْرَةَ قَالَ: قَالَ رَسُولُ اللَّهِ ﷺ: احْشُدُوا فَإِنِّي سَأَقْرَأُ عَلَيْكُمْ ثُلُثَ الْقُرْآنِ فَحَشَدَ مَنْ حَشَدَ، ثُمَّ خَرَجَ نَبِيُّ اللَّهِ ﷺ فَقَرَأَ قُلْ هُوَ اللَّهُ أَحَدٌ ثُمَّ دَخَلَ، فَقَالَ بَعْضُنَا لِبَعْضٍ: إِنِّي أُرَى هَذَا خَبَرٌ جَاءَهُ مِنْ السَّمَاءِ، فَذَاكَ الَّذِي أَدْخَلَهُ، ثُمَّ خَرَجَ نَبِيُّ اللَّهِ ﷺ فَقَالَ: إِنِّي قُلْتُ لَكُمْ سَأَقْرَأُ عَلَيْكُمْ ثُلُثَ الْقُرْآنِ، أَلَا إِنَّهَا تَعْدِلُ ثُلُثَ الْقُرْآنِ.

وقد ذكر العلماء أن سورة الإخلاص لها هذا الفضل لأنها تضمنت صفة الله، وبيان صفة الله هي ثلث القرآن، لأن القرآن أُنزل على ثلاثة أقسام: ثلث منها للأحكام، وثلث منها للوعد والوعيد، وثلث منها للأسماء والصفات. قال ابن تيمية:
| سورة الإخلاص | والثواب أجناس مختلفة كما أن الأموال أجناس مختلفة من مطعوم ومشروب وملبوس ومسكون ونقد وغير ذلك، وإذا ملك الرجل من أحد أجناس المال ما يعدل ألف دينار مثلا لم يلزم من ذلك أن يستغنيَ عن سائر أجناس المال، بل إذا كان عنده مال وهو طعام فهو محتاج إلى لباس ومسكن وغير ذلك، وكذلك إن كان من جنس غير النقد فهو محتاج إلى غيره، وإن لم يكن معه إلا النقد فهو محتاج إلى جميع الأنواع التي يحتاج إلى أنواعها ومنافعها... فإذا قرأ الإنسان قل هو الله أحد: حصل له ثوابٌ بقدر ثواب ثلث القرآن لكن لا يجب أن يكون الثواب من جنس الثواب الحاصل ببقية القرآن، بل قد يحتاج إلى جنس الثواب الحاصل بالأمر والنهي والقصص، فلا تسد قل هو الله أحد مسد ذلك ولا تقوم مقامه... فالمعارف التي تحصل بقراءة سائر القرآن لا تحصل بمجرد قراءة هذه السورة فيكون من قرأ القرآن كله أفضل ممن قرأها ثلاث مرات من هذه الجهة لتنوع الثواب، وإن كان قارئ قل هو الله أحد ثلاثاً يحصل له ثواب بقدر ذلك الثواب لكنه جنس واحد ليس فيه الأنواع التي يحتاج إليها العبد كمن معه ثلاثة آلاف دينار وآخر معه طعام ولباس ومساكن ونقد يعدل ثلاثة آلاف دينار فإن هذا معه ما ينتفع به في جميع أموره وذاك محتاج إلى ما مع هذا، وإن كان ما معه يعدل ما مع هذا، وكذلك لو كان معه طعام من أشرف الطعام يساوي ثلاثة آلاف دينار فإنه محتاج إلى لباس ومساكن وما يدفع به الضرر من السلاح والأدوية وغير ذلك مما لا يحصل بمجرد الطعام. | سورة الإخلاص |

- وكذلك جاء في الأحاديث أنها من أذكار النبي اليومية:[21]
  - عَنْ عَائِشَةَ أَنَّ النَّبِيَّ ﷺ كَانَ إِذَا أَوَى إِلَى فِرَاشِهِ كُلَّ لَيْلَةٍ جَمَعَ كَفَّيْهِ ثُمَّ نَفَثَ فِيهِمَا فَقَرَأَ فِيهِمَا قُلْ هُوَ اللَّهُ أَحَدٌ وَقُلْ أَعُوذُ بِرَبِّ الْفَلَقِ وَقُلْ أَعُوذُ بِرَبِّ النَّاسِ ثُمَّ يَمْسَحُ بِهِمَا مَا اسْتَطَاعَ مِنْ جَسَدِهِ يَبْدَأُ بِهِمَا عَلَى رَأْسِهِ وَوَجْهِهِ وَمَا أَقْبَلَ مِنْ جَسَدِهِ يَفْعَلُ ذَلِكَ ثَلاثَ مَرَّاتٍ.
  - عَنْ عَبْدِ الرَّحْمَنِ بْنِ أَبْزَى عَنْ رَسُولِ اللَّهِ ﷺ كَانَ يُوتِرُ بِسَبِّحْ اسْمَ رَبِّكَ الأَعْلَى وَقُلْ يَا أَيُّهَا الْكَافِرُونَ وَقُلْ هُوَ اللَّهُ أَحَدٌ فَإِذَا فَرَغَ قَالَ سُبْحَانَ الْمَلِكِ الْقُدُّوسِ ثَلاثًا وَيَمُدُّ فِي الثَّالِثَةِ.
  - عَنْ عُقْبَةَ بْنِ عَامِرٍ قَالَ لَقِيتُ رَسُولَ اللَّهِ ﷺ، فَقَالَ لِي يَا عُقْبَةُ بْنَ عَامِرٍ أَلا أُعَلِّمُكَ سُوَرًا مَا أُنْزِلَتْ فِي التَّوْرَاةِ وَلا فِي الزَّبُورِ ولا فِي الإِنْجِيلِ وَلا فِي الْفُرْقَانِ مِثْلُهُنَّ لا يَأْتِيَنَّ عَلَيْكَ لَيْلَةٌ إِلا قَرَأْتَهُنَّ فِيهَا قُلْ هُوَ اللَّهُ أَحَدٌ وَقُلْ أَعُوذُ بِرَبِّ الْفَلَقِ وَقُلْ أَعُوذُ بِرَبِّ النَّاسِ قَالَ عُقْبَةُ فَمَا أَتَتْ عَلَيَّ لَيْلَةٌ إِلا قَرَأْتُهُنَّ فِيهَا وَحُقَّ لِي أَنْ لا أَدَعَهُنَّ وَقَدْ أَمَرَنِي بِهِنَّ رَسُولُ اللَّهِ ﷺ.
- وقد ورد في فضلها أيضًا:
  - أنها توجب الجنة: «عَنْ أَبِي هُرَيْرَةَ: أَنَّ رَسُولَ اللهِ صَلَّى اللهُ عَلَيْهِ وَسَلَّمَ سَمِعَ رَجُلًا يَقْرَأُ: قُلْ هُوَ اللهُ أَحَدٌ حَتَّى خَتَمَهَا، فَقَالَ " وَجَبَتْ " قِيلَ: يَا رَسُولَ اللهِ مَا وَجَبَتْ؟ قَالَ: " الْجَنَّةُ " قَالَ أَبُو هُرَيْرَةَ: فَأَرَدْتُ أَنْ آتِيَهُ فَأُبَشِّرَهُ، فَآثَرْتُ الْغَدَاءَ مَعَ رَسُولِ اللهِ صَلَّى اللهُ عَلَيْهِ وَسَلَّمَ، ‌وَفَرِقْتُ ‌أَنْ ‌يَفُوتَنِي ‌الْغَدَاءُ مَعَ رَسُولِ اللهِ صَلَّى اللهُ عَلَيْهِ وَسَلَّمَ، ثُمَّ رَجَعْتُ إِلَى الرَّجُلِ فَوَجَدْتُهُ قَدْ ذَهَبَ».[24]
  - أنها سبب لقبول الدعاء: «عن بريدة: أن رَسُولَ اللهِ صَلَّى اللهُ عَلَيْهِ وَسَلَّمَ سمع رجلاً يقول: اللهم إني أسالك أني أشهد أنك أنت الله، لا إله إلا أنت ‌الأحد ‌الصمد ‌الذي ‌لم ‌يلد ‌ولم ‌يولد ‌ولم ‌يكن ‌له ‌كفواً ‌أحد، فقال: "لقد سألت الله بالاسم الذي إذا سئل به أعطى، وإذا دعي به أجاب"».[25]
  - أنها سبب للشفاء، فعَنْ عُثْمَانَ بْنِ عَفَّان، قَالَ: دَخَلَ عَلَيَّ رَسُولُ اللَّهِ ﷺ وَأَنَا مَرِيضٌ فَقَالَ: «أُعِيذُكَ بِاللَّهِ الْأَحَدِ الصَّمَدِ الَّذِي لَمْ يَلِدْ وَلَمْ يُولَدْ وَلَمْ يَكُنْ لَهُ كُفُوًا أَحَدٌ مِنْ شَرِّ مَا تَجِدُ سَبْعَ مَرَّاتٍ، فَلَمَّا أَرَادَ أَنْ يَقُومَ قَالَ يَا عُثْمَانُ تَعَوَّذْ بِهَا فَمَا تَعَوَّذْتُ بِخَيْرٍ مِنْهَا».[26]
  - أن الله يحب مُحِبها، فقد روى البخاري ومسلم عن عائشة: إِنَّ النَّبِيَّ ﷺ بَعَثَ رَجُلا عَلَى سَرِيَّةٍ، وَكَانَ لا يَقْرَأُ بِأَصْحَابِهِ فِي صَلاتِهِمْ ـ تَعْنِي يَخْتِمُ ـ إِلاَّ بقُلْ هُوَ اللَّهُ أَحَدٌ، فَلَمَّا رَجَعُوا ذَكَرُوا ذَلِكَ لِرَسُولِ اللهِ ﷺ فَقَالَ: سَلُوهُ لأَيِّ شَيْءٍ يَصْنَعُ ذَلِكَ؟ فَسَأَلُوهُ، فَقَالَ: لأَنَّهَا صِفَةُ الرَّحْمَنِ، فَأَنَا أُحِبُّ أَنْ أَقْرَأَهَا، فَقَالَ النَّبِيُّ صَلَّى اللَّهُ عَلَيْهِ وَسَلَّمَ: أَخْبِرُوهُ أَنَّ اللَّهَ تَبَارَكَ وَتَعَالَى يُحِبُّهُ.[27]
  - أنها من قرأها عشر مرات بني له قصر في الجنة، روى أحمد والطبراني عن معاذ بن أنس الجهني أن النبي قال: «من قرأ قل هو الله أحد حتى يختمها عشر مرات بنى الله له قصرا في الجنة».[28]

## مناسبتها لما قبلها

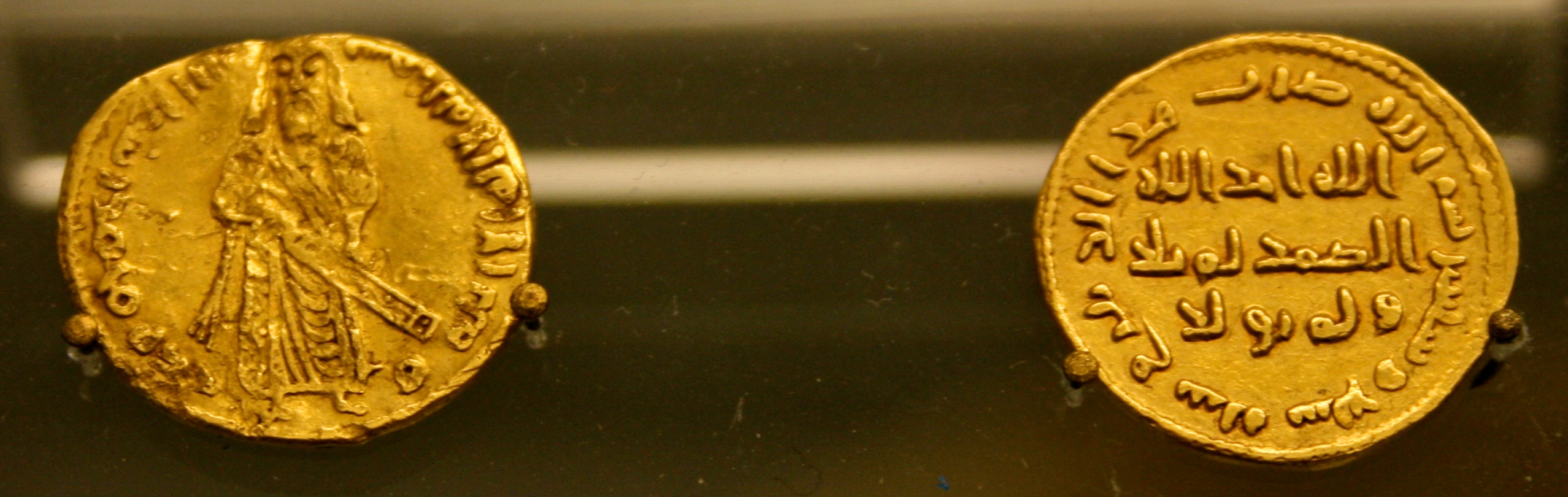
دينار ذهب ضُرِب في عهد عبد الملك بن مروان وعليه بعض من آيات سورة الإخلاص.

ذكر السيوطي والفخر الرازي اتصال سورة الإخلاص في المعنى مع سورة الكافرون، كون السورتان اشتملتا على التوحيد، لذا كان النبي يقرأهما معًا في صلاة الفجر، وسنة الطواف، وسنة الضحى، وسنة المغرب، وصبح المسافر، ومغرب ليلة الجمعة. ففي سورة الكافرون نفى الله عبادة ما يعبدون، وفي سورة الإخلاص صرح الله بأنه هو المعبود الأحد، وأقام الدليل عليه بأنه صمد، لم يلد ولم يولد ولم يكن له كفوًا أحد، ولا يستحق العبادة إلا من كان كذلك، وليس في معبوداتهم ما هو كذلك. كذلك اشتركت السورتان في بعض الأسامي مثل المقشقشتان والمبرئتان، من حيث إن كل واحدة منهما تفيد براءة القلب عما سوى الله تعالى، يقول الفخر الرازي: «(قل ياأيها الكافرون) يفيد بلفظه البراءة عما سوى الله وملازمة الاشتغال بالله و(قل هو الله أحد) يفيد بلفظه الاشتغال بالله وملازمة الإعراض عن غير الله أو من حيث إن: (قل ياأيها الكافرون) تفيد براءة القلب عن سائر المعبودين سوى الله، و(قل هو الله أحد) تفيد براءة المعبود عن كل ما لا يليق به.».

## تفسير السورة

### تفسير الآية الأولى
﴿قُلۡ هُوَ ٱللَّهُ أَحَدٌ ۝١﴾ أي قل يا محمد لمن سألك عن صفة ربك أن ربك هو الله الواحد الأحد، الذي لا نظير له ولا وزير، ولا نديد ولا شبيه ولا عديل، ولا يطلق هذا اللفظ على أحد في الإثبات إلا على الله؛ لأنه الكامل في جميع صفاته وأفعاله. الواحد المنزه عن التركيب والتعدّد. قال محمد الطاهر بن عاشور: «والمعنى أن الله منفرد بالإلهية لا يشاركه فيها شيء من الموجودات. وهذا إبطال للشرك الذي يدين به أهل الشرك، وللتثليث الذي أحدثه النصارى الملكانية وللثانوية عند المجوس، وللعدد الذي لا يحصى عند البراهمة.»

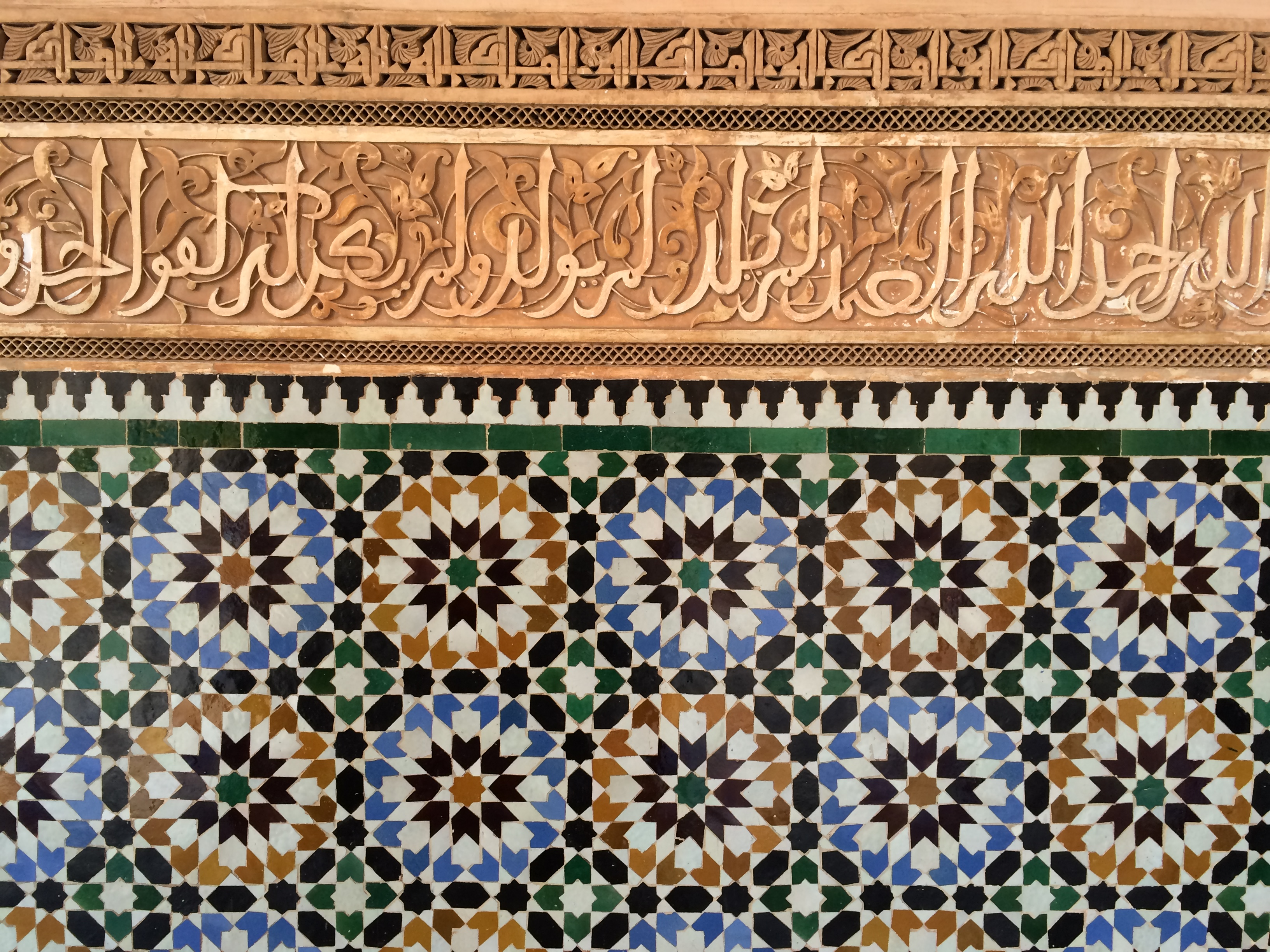
نقش قرآني بالحرف العربي من سورة الإخلاص في مدرسة بن يوسف بمراكش بالمغرب

والأحد هو الذي لا ثاني له المنفرد بالربوبية والألوهية والوحدانية في ذاته وصفاته، وقد عده العلماء من أسماء الله الحسنى، قال أبو إسحاق الزجاج: «هو المنفرد بوحدانيته في ذاته وصفاته، وقد فرق بعضهم بين الواحد والأحد: أن الواحد يفيد وحدة الذات فقط والأحد يفيده بالذات والمعاني»، وجاء في لسان العرب: «الواحد منفرد بالذات في عدم المثل والنظير، والأحد بني على الانفراد، فالواحد منفرد بالذات، والأحد بالمعنى، والأحد من صفات الله عز وجل التي استخلصها لنفسه، ولا يشركه فيها شيء». وقال الخطابي: «هو سبحانه الواحد الذي ليس كمثله شيء، وكل شيء سواه يدعى واحد من جهة غير واحد من جهات»، وقال السعدي: «فالله سبحانه هو الذي توحد بجميع الكمالات بحيث لا يشاركه فيها مشارك ويجب على العبيد توحيده عقدًا وقولًا وعملًا بأن يعترفوا بكماله المطلق وتفرده بالوحدانية ويفردوه بأنواع العبادة»، وقال سعيد القحطاني في كتابه شرح أسماء الله الحسنى في ضوء الكتاب والسنة يقول:«فهو (الله) الأَحَدُ في حياته وقيّومّيته، وعلمه وقدرته، وعظمته وجلاله، وجماله وحمده، وحكمته ورحمته، وغيرها من صفاته، موصوف بغاية الكمال ونهايته، من كل صفة من هذه الصفات».

### تفسير الآية الثانية
﴿ٱللَّهُ ٱلصَّمَدُ ۝٢﴾ الصمد هو السيد المصمود إليه في الحوائج المستغني بذاته، وكل ما عداه محتاج إليه في جميع جهاته، المستغني عن كل أحد. الفرد الماجد الذي لا يُقضى في أمرٍ دُونَه. وقيل: الصمد: الدائم الباقي الذي لم يزل ولا يزال، وقيل: الذي يفعل ما يشاء ويحكم ما يريد، وتكرار اسم «الله»؛ للإشعار بأن من لم يتصف بذلك فهو بمعزل من استحقاق الألوهية. وقال السدي: الصمد هو المقصود في الرغائب، المستغاث به عند المصائب. وقال الحسين بن الفضل البجلي: الصمد هو الذي يفعل ما يشاء ويحكم ما يريد، لا معقب لحكمه، ولا راد لقضائه.

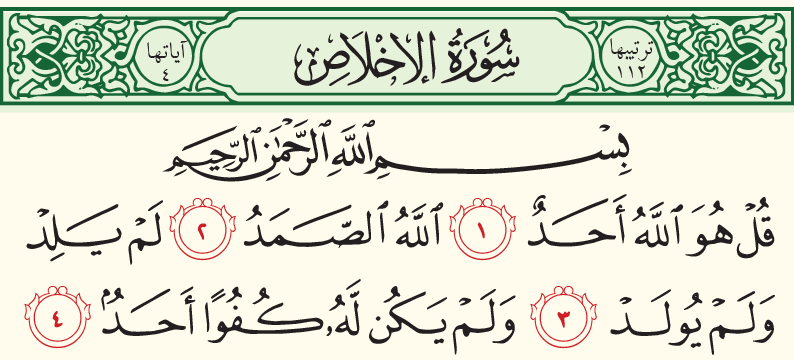
نص سورة الإخلاص بالرسم العثماني برواية حفص عن عاصم.

وتعرية الجملة عن العاطف؛ تقتضي أن لا يكون في الوجود صمدٌ سوى الله، وإذا كان الصمد مفسرًا بالمصمود إليه في الحوائج، لزم أن لا يكون في الوجود موجود هكذا سوى الله تعالى، وصفات الله في السورة تناسب بعضها البعض؛ فـ«الله» تشير إلى الألوهية المستتبعة لكافة نعوت الكمال، ثم «الأحد» تفيد أحديته الموجبة تنزهه عن شائبة التعدد، ثم «الصمد» تفيد صمديته المقتضية لاستغنائه الذاتي عما سواه وافتقار جميع المخلوقات إليه في وجودها وبقائها وسائر أحوالها.
قال ابن كثير: «عن ابن عباس: هو السيد الذي قد كمل في سؤدده، والشريف الذي قد كمل في شرفه، والعظيم الذي قد كمل في عظمته، والحليم الذي قد كمل في حلمه، والعليم الذي قد كمل في علمه، والحكيم الذي قد كمل في حكمته، وهو الذي قد كمل في أنواع الشرف والسؤدد، وهو الله سبحانه، هذه صفته لا تنبغي إلا له، ليس له كفء، وليس كمثله شيء، سبحان الله الواحد القهار.» وقال القرطبي: «الله الصمد أي الذي يصمد إليه في الحاجات.» وقال ابن القيم أيضًا في نونيته:

### تفسير الآية الثالثة
﴿لَمۡ يَلِدۡ وَلَمۡ يُولَدۡ ۝٣﴾ جملة: لَمْ يَلِدْ خبر ثانٍ عن اسم الجلالة من قوله: الله الصمد، أو حال من المبتدأ أو بدل اشتمال من جملة الله الصمد، لأن من يُصمَد إليه لا يكون من حاله أن يلد، قال ابن عاشور: "فبعد أن أبطلت الآية الأولى من هذه السورة تعدد الإله بالأصالة والاستقلال، أبطلت هذه الآية تعدد الإله بطريق تولد إله عن إله، لأن المتولد مساوٍ لما تولد عنه.. ولأنه لو تولد عن الله موجود آخر للزم انفصال جزء عن الله تعالى وذلك مناف للأحدية". وعن أبي بن كعب: "هو الذي {لَمْ يَلِدْ} لأن من يلد سيموت، ومن يرث يورث عنه"، وهو تفسير لمعنى الصمد. فهو رد على من قال الملائكة بنات الله، أو عزير أو المسيح أو غيره.

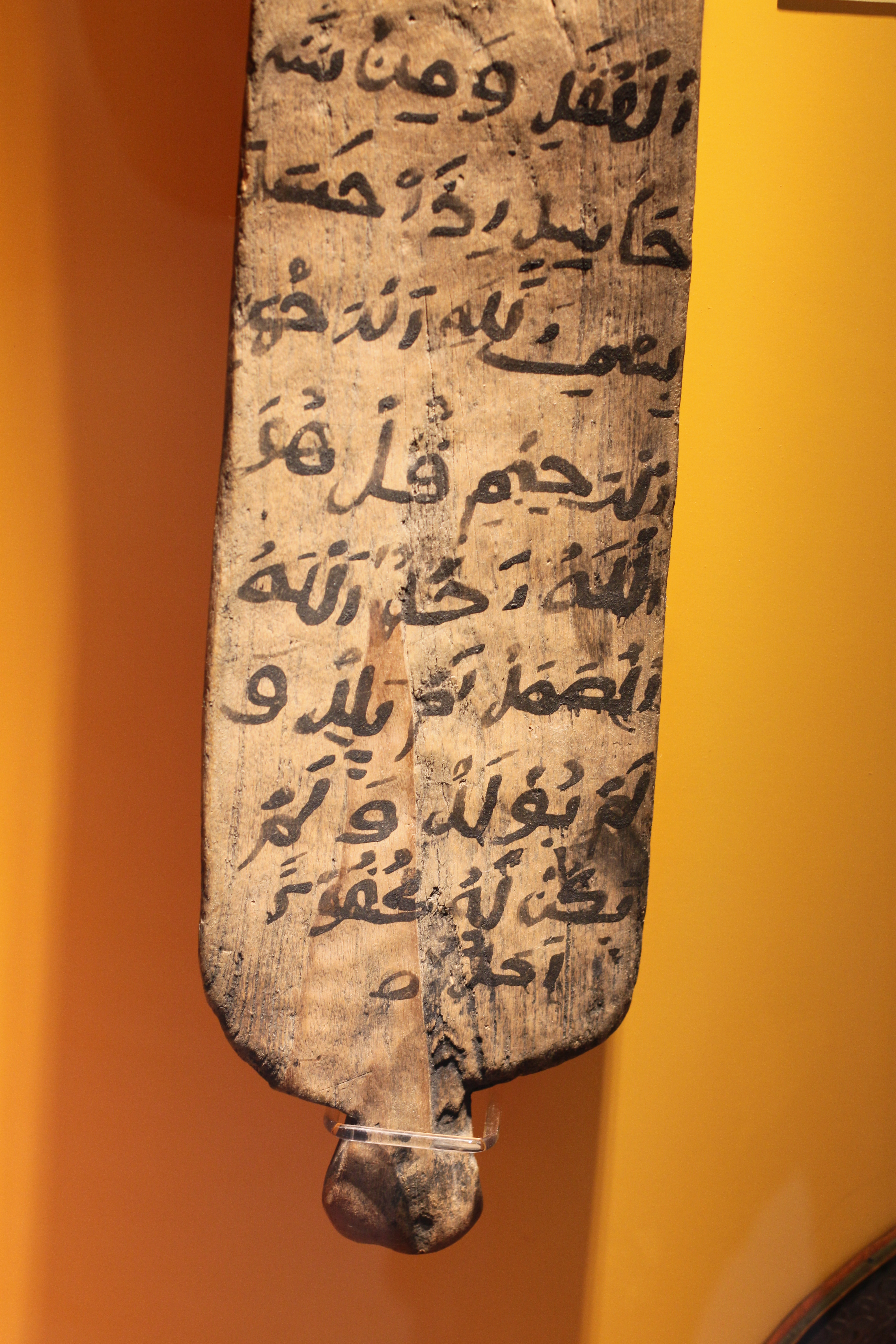
مُعلَّقة خشبية نقش عليها أواخر سورة الفلق ثم آيات سورة الإخلاص، تُعرض في متحف ما وراء البحار بالصومال.

وجملة وَلَمْ يُولَدْ عطف على جملة لَمْ يَلِدْ، أي ولم يلده غيره، فأردف نفي الولد بنفي الوالد. وقدَّم نفي الولد لأنه أهم؛ إذ نسب أهل بعض الملل الولد إلى الله لكنهم لم ينسبوا إليه والدًا. قال فخر الدين الرازي: إنما وقعت البداءة بأنه لم يلد؛ لأنهم ادعوا أن له ولدا، وذلك لأن مشركي العرب قالوا: الملائكة بنات الله، وقالت اليهود عزير ابن الله، وقالت النصارى المسيح ابن الله، ولم يدع أحد أن له والدًا فلهذا السبب بدأ بالأهم فقال: (لَمْ يَلِدْ) ثم أشار إلى الحجة فقال: (وَلَمْ يُولَدْ) كأنه قيل: الدليل على امتناع الولدية اتفاقنا على أنه ما كان ولداً لغيره. قال ابن عاشور: وفيه الإيماء إلى أن من يكون مولودًا مثل عيسى لا يكون إلهًا لأنه لو كان الإله مولودًا لكان وجوده مسبوقًا بعدم لا محالة، وذلك محال لأنه لو كان مسبوقا بعدم لكان مفتقرا إلى من يخصصه بالوجود بعد العدم، فحصل من مجموع جملة: لَمْ يَلِدْ وَلَمْ يُولَدْ. قال الخطيب الشربيني: {وَلَمْ يُولَدْ} لأنه لو تولد عنه غيره تولد هو عن غيره كما هو المعهود والمعقول، فهو قديم لا أول له، وهو الأول الذي لم يسبقه عدم؛ لأن الولادة تتكون ولا تتشخص إلا بواسطة المادة وعلاقتها وكل ما كان ماديًا أو كان له علاقة بالمادة كان متولدا عن غيره، والله سبحانه وتعالى منزه عن جميع ذلك.
وقد جاء نفي التولد بصيغة الماضي، كونه تكذيبًا لما قد نُسب له، قال الشوكاني في فتح القدير: وإنما عبر سبحانه بما يفيد انتفاء كونه لَمْ يَلِدْ وَلَمْ يُولَدْ في الماضي، ولم يذكر ما يفيد انتفاء كونه كذلك في المستقبل؛ لأنه ورد جواباً عن قولهم: ولد الله كما حكى الله عنهم بقوله: أَلَا إِنَّهُم مِّنْ إِفْكِهِمْ لَيَقُولُونَ وَلَدَ اللَّهُ وَإِنَّهُمْ لَكَاذِبُونَ. فلما كان المقصود من هذه الآية تكذيب قولهم وهم إنما قالوا ذلك بلفظ يفيد حصول الولد فيما مضى وردت الآية لدفع قولهم هذا.

### تفسير الآية الرابعة
﴿وَلَمۡ يَكُن لَّهُۥ كُفُوًا أَحَدُۢ ۝٤﴾ «قَالُوا: كُفُؤًا وَكُفُوًا وَكَفَاءً، بِمَعْنًى وَاحِدٍ، وَهُوَ الْمِثْلُ، وَقَدْ تَعَدَّدَتْ أَقْوَالُ الْمُفَسِّرِينَ فِي مَعْنَى الْآيَةِ، وَكُلُّهَا ‌تَدُورُ ‌عَلَى ‌مَعْنَى ‌نَفْيِ ‌الْمُمَاثَلَةِ». فلم يكافئه أحد، ولم يماثله ولم يشاكله من صاحبة وغيرها. فختم الله السورة بأن شيئًا من الموجودات يمتنع أن يكون مساويًا له في شيء من صفات الجلال والعظمة والعلم والقدرة والرحمة والجود والعدل والفضل والإحسان وجميع صفاته. قال مجاهد: لم يكن له صاحبة كأنه سبحانه وتعالى، لم يكن أحد كفؤا له فيصاهره، ردًا على من حكى الله عنه قوله: (وَجَعَلُوا بَيْنَهُ وَبَيْنَ الْجِنَّةِ نَسَبًا ۚ) [الصافات: 158] فتفسير هذه الآية كالتأكيد لقوله تعالى: (لم يلد).

## إعراب السورة
| إعراب سورة الإخلاص       | إعراب سورة الإخلاص | إعراب سورة الإخلاص | إعراب سورة الإخلاص | إعراب سورة الإخلاص | إعراب سورة الإخلاص |
| ------------------------ | --- | ------------------ | ------------------ | ------------------ | ------------------ |
| ﴿قُلۡ هُوَ ٱللَّهُ أَحَدٌ ۝١﴾       | |                    |                    |                    |                    |
| قُلْ                       | فعل أمر مبني على السّكون، والفاعل ضمير مستتر تقديره أنت، والجملة ابتدائية لا محل لها.                                                   |                    |                    |                    |                    |
| هُوَ                       | ضميرُ الشأن وهو ضمير مُنفصلٌ غائب مبني على الفتحِ في محلّ رفع مُبتدأ.                                                                        |                    |                    |                    |                    |
| اللهُ                     | لفظُ الجلالة مُبتدأ مرفوع وعلامة رفعه الضّمة.                                                                                             |                    |                    |                    |                    |
| أَحَدٌ                      | خبرُ المُبتدأ الثّاني، مرفوع وعلامة رفعه الضّمة. وجملة "اللهُ أَحَدٌ" خبر "هو". وجملة هو مقول القول.                                           |                    |                    |                    |                    |
| ﴿ٱللَّهُ ٱلصَّمَدُ ۝٢﴾           | |                    |                    |                    |                    |
| اللهُ                     | لفظُ الجلالة مُبتدأ مرفوع وعلامة رفعه الضّمة.                                                                                             |                    |                    |                    |                    |
| الصَّمَدُ                    | خبرٌ مرفوعٌ وعلامة رفعه الضّمة. والجملة مستأنفة لا محل لها.                                                                               |                    |                    |                    |                    |
| ﴿لَمۡ يَلِدۡ وَلَمۡ يُولَدۡ ۝٣﴾      | |                    |                    |                    |                    |
| لَمْ                       | حرفُ نفي وجزم وقلب مبني على السّكون. |                    |                    |                    |                    |
| يَلِدْ                      | فعلٌ مُضارعٌ مجزوم وعلامة جزمه السّكون، والفاعل: ضميرٌ مُستترٌ تقديره هو. والجملة مستأنفة لا محل لها.                                         |                    |                    |                    |                    |
| وَلَمْ                      | الواو: حرفُ عطفٍ مبنيٌّ على الفتح. لم: حرفُ نفي وجزم وقلب مبني على السّكون.                                                                  |                    |                    |                    |                    |
| يُولَدْ                     | فعلٌ مُضارعٌ مجزوم وعلامة جزمه السّكون، ونائب الفاعل: ضميرٌ مُستترٌ تقديره هو. وجملة "لَمْ يُوْلَدْ" لا محلَّ لها لأنها معطوفة على الجملة التي قبلها. |                    |                    |                    |                    |
| ﴿وَلَمۡ يَكُن لَّهُۥ كُفُوًا أَحَدُۢ ۝٤﴾ | |                    |                    |                    |                    |
| وَلَمْ                      | الواو: حرفُ عطفٍ مبني على الفتح. لم: حرفُ نفي وجزم وقلب مبني على السّكون.                                                                  |                    |                    |                    |                    |
| يَكُنْ                      | فعلٌ مُضارعٌ ناقص مجزوم وعلامة جزمه السّكون. وحُذِفَتِ الواو لمنع التقاء ساكنين.                                                               |                    |                    |                    |                    |
| لَهُ                       | اللام: حرفُ جرٍّ مبني على السّكون. الهاء: ضميرٌ مُتّصل مبني على الضّم في محلّ جرّ بحرف الجرّ.                                                     |                    |                    |                    |                    |
| كُفُوًا                     | خبر يَكُنْ مُقدّم منصوب وعلامة نصبه الفتح.                                                                                                  |                    |                    |                    |                    |
| أَحَدٌ                      | اسم يَكُنْ مُؤخر مرفوعٌ وعلامة رفعه الضّم. والجملة معطوفة على ما قبلها.                                                                      |                    |                    |                    |                    |

### فهرس المراجع
1. 1 2 3 4  ابن عاشور (1984)، ج. 30، ص. 611.
2. 1 2  الداني (1994)، ص. 296.
3. 1 2  الشربيني (1868)، ج. 4، ص. 609.
4. ↑  القاضي (1981)، ص. 349.
5. ↑  النحاس (1985)، ج. 5، ص. 312.
6. ↑  القرطبي (1935)، ج. 20، ص. 244.
7. 1 2 3 4  الواحدي (1992)، ص. 471- 472.
8. ↑  الطبري (2001)، ج. 24، ص. 727.
9. ↑  الإسلام سؤال وجواب (227413).
10. ↑  السيوطي (1974)، ج. 1، ص. 130.
11. 1 2 3 4  الرازي (2000)، ج. 32، ص. 357- 358.
12. ↑  الشايع (2011)، ص. 14.
13. 1 2  ابن عاشور (1984)، ج. 30، ص. 610.
14. ↑  إسلام ويب (37687).
15. ↑  السيوطي (1974)، ج. 1، ص. 197.
16. ↑  ابن عادل (1998)، ج. 20، ص. 528.
17. ↑  إسلام ويب (56952).
18. ↑  ابن القيم (2019)، ج. 2، ص. 811.
19. ↑  الإسلام سؤال وجواب (115073).
20. ↑  إسلام ويب (326251).
21. 1 2  الإسلام سؤال وجواب (2241).
22. ↑  الإسلام سؤال وجواب (10022).
23. ↑  ابن تيمية (2004)، ج. 17، ص. 131.
24. ↑  أحمد (2001)، ج. 16، ص. 536.
25. ↑  أبو داود (2009)، ج. 2، ص. 612.
26. ↑  ابن أبي الدنيا (1991)، ص. 153.
27. ↑  إسلام ويب (288835).
28. ↑  إسلام ويب (229753).
29. ↑  السيوطي (1978)، ص. 161.
30. ↑  إسلام ويب (232738).
31. ↑  ابن عاشور (1984)، ج. 30، ص. 617.
32. 1 2  الإسلام سؤال وجواب (10282).
33. ↑  ابن منظور (1985)، ج. 3، ص. 451.
34. 1 2  القحطاني (1989)، ص. 166- 167.
35. 1 2  الرازي (2000)، ج. 32، ص. 362.
36. 1 2  أبو السعود، ج. 9، ص. 213.
37. ↑  ابن كثير (1998)، ج. 8، ص. 497.
38. ↑  القرطبي (1935)، ج. 20، ص. 245.
39. ↑  ابن القيم (2007)، ص. 180.
40. 1 2  الشربيني (1868)، ج. 4، ص. 610.
41. ↑  الرازي (2000)، ج. 32، ص. 364.
42. ↑  ابن عاشور (1984)، ج. 30، ص. 619.
43. ↑  إسلام ويب (153605).
44. ↑  عطية (1995)، ج. 9، ص. 154.
45. ↑  الرازي (2000)، ج. 32، ص. 365.
46. ↑  سلامة (2006)، ص. 222.
47. ↑  درويش (1992)، ج. 10، ص. 616- 617.
48. 1 2 3 4 5 6  
الدعاس (2004)، ج. 3، ص. 476.

### معلومات المراجع المُفصَّلة
الكتب مرتبة حسب تاريخ النشر
- أبو السعود أفندي (د.ت.)، إرشاد العقل السليم إلى مزايا الكتاب الكريم: تفسير أبي السعود، بيروت: دار إحياء التراث العربي، OCLC:1158679010، QID:Q115727209 {{استشهاد}}: تحقق من التاريخ في: |publication-date= (مساعدة)
- الخطيب الشربيني (1868)، السراج المنير في الإعانة على معرفة بعض معاني كلام ربنا الحكيم الخبير، القاهرة: الهيئة العامة لشؤون المطابع الأميرية، OCLC:236016840، QID:Q115641715
- القرطبي (1935)، الجامع لأحكام القرآن، والمبين لما تضمنه من السنة وآي الفرقان: تفسير القرطبي، القاهرة: دار الكتب والوثائق القومية، OCLC:17965928، QID:Q115683910{{استشهاد}}:  صيانة الاستشهاد: ref duplicates default (link)
- جلال الدين السيوطي (1974)، الإتقان في علوم القرآن، تحقيق: محمد أبو الفضل إبراهيم، القاهرة: الهيئة المصرية العامة للكتاب، OCLC:4770017618، QID:Q115728353
- جلال الدين السيوطي (1978)، تناسق الدرر في تناسب السور: أسرار ترتيب القرآن، تحقيق: عبد القادر عطا (ط. 2)، القاهرة: دار الاعتصام، OCLC:4770960033، QID:Q115732199
- عبد الفتاح القاضي (1981)، البدور الزاهرة في القراءات العشر المتواترة (ط. 1)، بيروت: دار الكتاب العربي، OCLC:457123342، QID:Q115641917
- محمد الطاهر بن عاشور (1984)، التحرير والتنوير من التفسير، تونس: الدار التونسية للنشر، OCLC:11603545، QID:Q115641984
- ابن منظور (1985)، لسان العرب: للإمام العلامة أبي الفضل جمال الدين محمد بن مكرم ابن منظور الإفريقي المصري، قم: نشر أدب الحوزة، OCLC:1158722096، QID:Q115683837
- أبو جعفر النحاس (1985)، إعراب القرآن، تحقيق: زهير غازي زاهد (ط. 2)، بيروت: عالم الكتب، مكتبة النهضة العربية، OCLC:570941412، QID:Q115782668
- سعيد بن علي بن وهف القحطاني (1989)، شرح أسماء الله الحسنى في ضوء الكتاب والسنة، مراجعة: عبد الله بن جبرين (ط. 1)، الرياض: مؤسسة الجريسي للتوزيع، OCLC:4771182869، QID:Q115746114
- ابن أبي الدنيا (1991)، المرض والكفارات، تحقيق: عبد الوكيل الندوي (ط. 1)، مومباي: الدار السلفية، OCLC:4771126403، QID:Q19443162
- محي الدين درويش (1992)، إعراب القرآن الكريم وبيانه (ط. 3)، دمشق، حمص: اليمامة للطباعة والنشر والتوزيع، دار ابن كثير، دار الإرشاد للشؤون الجامعية، OCLC:4771426697، QID:Q115640897
- الواحدي النيسابوري (1992)، أسباب النزول، تحقيق: عصام الحميدان (ط. 2)، الدمام: دار الإصلاح، OCLC:4770205220، QID:Q115754123
- أبو عمرو الداني (1994)، البيان في عد آي القرآن، تحقيق: غانم قدوري الحمد (ط. 1)، الكويت: مركز المخطوطات والتراث والوثائق، OCLC:32312189، QID:Q115651867
- عطية محمد سالم (1995)، تتمة أضواء البيان في إيضاح القرآن بالقرآن، بيروت: دار الفكر للطباعة والنشر والتوزيع، OCLC:741107573، QID:Q115756452
- ابن كثير الدمشقي (1998)، تفسير القرآن العظيم: تفسير ابن كثير، تحقيق: محمد حسين شمس الدين (ط. 1)، بيروت: دار الكتب العلمية، OCLC:914363003، QID:Q115701544
- ابن عادل الحنبلي (1998)، اللباب في علوم الكتاب، تحقيق: عادل أحمد عبد الموجود، علي محمد معوض (ط. 1)، بيروت: دار الكتب العلمية، OCLC:714395326، QID:Q115730072
- فخر الدين الرازي (2000)، مفاتيح الغيب: تفسير فخر الدين الرازي (ط. 3)، بيروت: دار إحياء التراث العربي، OCLC:1158766639، QID:Q115730115
- محمد بن جرير الطبري (2001)، جامع البيان عن تأويل آي القرآن: تفسير الطبري، تحقيق: عبد الله بن عبد المحسن التركي (ط. 1)، القاهرة: هجر للطباعة والنشر والتوزيع والإعلان، OCLC:1103746918، QID:Q97221368
- أحمد بن حنبل (2001)، مسند الإمام أحمد بن حنبل، تحقيق: شعيب الأرنؤوط (ط. 1)، بيروت: مؤسسة الرسالة، OCLC:38490947، QID:Q115484580
- ابن تيمية (2004). مجموع الفتاوى. تحقيق: عبد الرحمن بن قاسم، محمد بن عبد الرحمن بن قاسم. المدينة المنورة: مجمع الملك فهد لطباعة المصحف الشريف. ISBN:978-9960-770-47-5. OCLC:1181443508. QID:Q115683684.
- أحمد الدعاس؛ أحمد حميدان؛ إسماعيل القاسم (2004)، إعراب القرآن الكريم (ط. 1)، دمشق، بيروت: دار النمير، دار الفارابي، OCLC:957327916، QID:Q115640158
- محمد حسين سلامة (2006). إعراب جزء عم: إعراب وتفسير وبلاغة وأسباب النزول (ط. 1). القاهرة: دار الآفاق العربية. ISBN:977-344-102-4. OCLC:587740694. QID:Q115683765.
- ابن قيم الجوزية (2007)، الكافية الشافية في الانتصار للفرقة الناجية (PDF)، تحقيق: محمد العريفي، عبد الله بن عبد الرحمن الهذيل، فهد بن علي المساعد، ناصر بن يحيى الجنيني (ط. 1)، مكة المكرمة: دار عالم الفوائد، OCLC:4770179827، QID:Q115701920
- أبو داود (2009)، سنن أبي داود، تحقيق: شعيب الأرنؤوط، محمد كامل قره بللي (ط. 1)، دمشق: دار الرسالة العالمية، OCLC:500612923، QID:Q115743500
- محمد بن عبد الرحمن الشايع (2011). أسماء سور القرآن الكريم. البحوث العلمية المحكمة (19) (ط. 1). الرياض. ISBN:978-603-8055-27-4. OL:25317555M. QID:Q115615370.{{استشهاد بكتاب}}:  صيانة الاستشهاد: مكان بدون ناشر (link)
- ابن قيم الجوزية (2019)، بدائع الفوائد، آثار الإمام ابن قيم الجوزية وما لحقها من أعمال (1)، تحقيق: علي العمران (ط. 5)، الرياض، بيروت: دار عطاءات العلم، دار ابن حزم، OCLC:4770507010، QID:Q115793034

الفتاوى مرتبة حسب رقم الفتوى
إسلام ويب (مركز الفتاوي):
- "37687 - سبب تسمية سورة الإخلاص بهذا الاسم". 22 سبتمبر 2003. مؤرشف من الأصل في 2022-11-29. اطلع عليه بتاريخ 2022-11-28.
- "56952 - السورة التي تسمى المقشقشة". 16 ديسمبر 2004. مؤرشف من الأصل في 2020-11-28. اطلع عليه بتاريخ 2022-11-28.
- "153605 - توضيح حول آية لم يلد ولم يولد ولماذا لم ينف الله تعالى المستقبل". 5 أبريل 2011. مؤرشف من الأصل في 2022-11-27. اطلع عليه بتاريخ 2022-11-26.
- "229753 - رتبة حديث من قرأ قل هو الله أحد عشر مرات دخل الجنة". 1 ديسمبر 2013. مؤرشف من الأصل في 2022-11-04. اطلع عليه بتاريخ 2022-11-04.
- "232738 - معنى أحد في آيتي سورة الإخلاص وحكم التسمية به". 22 ديسمبر 2013. مؤرشف من الأصل في 2022-11-19. اطلع عليه بتاريخ 2022-11-19.
- "288835 - حديث الصحابي الذي كان يقرأ في صلاته بـ قل هو الله أحد". 15 مارس 2015. مؤرشف من الأصل في 2022-11-04. اطلع عليه بتاريخ 2022-11-04.
- "326251 - مشروعية وعدد قراءة المعوذات دبر الصلوات والصباح والمساء". 4 أبريل 2016. مؤرشف من الأصل في 2019-02-27. اطلع عليه بتاريخ 2021-02-13.

الإسلام سؤال وجواب:
- "2241 - من فضائل سورة الإخلاص". 22 نوفمبر 2000. مؤرشف من الأصل في 2022-10-31. اطلع عليه بتاريخ 2022-10-31.
- "10022 - معنى حديث قل هو الله أحد تعدل ثلث القرآن". 1 أكتوبر 2002. مؤرشف من الأصل في 2022-10-31. اطلع عليه بتاريخ 2022-10-31.
- "10282 - هل الأحد من أسماء الله". 7 سبتمبر 2000. مؤرشف من الأصل في 2021-10-20. اطلع عليه بتاريخ 2022-11-19.
- "115073 - استحباب قراة المعوذات بعد كل صلاة مرة، وفي الصباح والمساء ثلاث مرات". 17 مارس 2008. مؤرشف من الأصل في 2021-02-13. اطلع عليه بتاريخ 2021-02-13.
- "227413 - سبب نزول "سورة الإخلاص". 15 أبريل 2015. مؤرشف من الأصل في 2022-10-29. اطلع عليه بتاريخ 2022-10-29.

## وصلات خارجية
- استمع للسورة بصوت القارئ محمد أيوب.
- استمع للسورة بصوت القارئ عبد الرحمن السديد.
- سورة الإخلاص: تجويدا وتفسيرا - (موقع Altafsir.com).
- دراسة في سورة الإخلاص. على يوتيوب